# Меч-ціпок

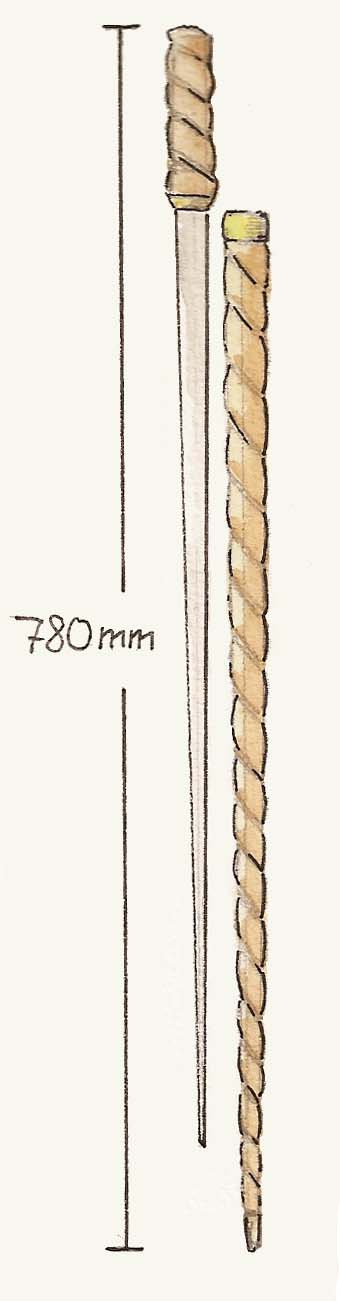
Меч-ціпок

Меч-ціпок (англ. Swordstick, нем. Stockdegen)— це ціпок, що містить приховане лезо. Цей термін зазвичай використовується для опису європейської зброї приблизно з 18 століття, але подібні пристрої використовувалися протягом всієї історії, зокрема римський долон, японське шікомідзуе та індійське гупті.

### Популярність
Меч був популярним модним аксесуаром для багатих протягом 18-го і 19-го століть. У цей період відкрите носіння меча ставало менш соціально прийнятним, але все ще залишалися люди вищого класу, що регулярно навчалися володінню мечем, які бажали йти озброєними для самооборони. Мечі, заховані в жіночих палицях і парасольках, також не були невідомими, оскільки для жінки було ще менш прийнятним у суспільстві носити меч або публічно визнавати, що вона вміє ним користуватися.
Незабаром після їх появи, інші «ціпки для гаджетів» стали популярними. Замість леза вони тримали б інструменти, компаси і навіть фляги для зберігання алкоголю. Існували спеціальні мечі, які мали гармати, встановлені в рукояті. Але використання було малоймовірним.

### Будова
Амла було найбільш часто використовуваним матеріалом для виготовлення ціпка, а стандартна рукоятка була закругленої та металевою. Сьогодні дизайнерські та колекціонерські ціпки мають ручки зі стерлінгового срібла та виготовляються з дерев'яних стволів з різних порід дерева, включаючи амлу та бамбук. На дерев'яних ручках також можуть бути вирізьблені багато прикрашені малюнки, такі як голови тварин, черепи та різні емблеми; через це їх важче опанувати, але деякі вважають їх більш привабливими. Мечі-ціпки найчастіше виготовляють із загостреними лезами, як у рапірах. Меч залишається прихованим, допоки не буде витягнутий. Існує кнопка або подібний пристрій, який використовується для розблокування леза. Коли ціпок разблокований, то можливо легко витягнути лезо.

### Законність
У багатьох юрисдикціях право володіння, носіння, виготовлення або торгівля мечом-ціпком обмежено законом.

#### Бельгія
У Бельгії заборонено володіти мечем, оскільки він підпадає під приховану зброю.

#### Франція
Наявність меча вважається наявність зброї 6-го розряду. Володіння законним, однак, у разі транспортування потрібно бути особливо обережним. (Французький кодекс захисту; стаття L2331-1)

#### Німеччина
Забороняється поводження з мечами (у тому числі з короткими лезами) як прихованою зброєю.

#### Нова Зеландія
Палиці для мечів вважаються забороненою наступальною зброєю в Новій Зеландії.

#### Республіка Ірландія
У Республіці Ірландія Закон про вогнепальну та наступальну зброю 1990 року забороняє виробництво, імпорт, продаж, прокат або позику мечів.

#### Об'єднане Королівство Великої Британії
Наказ Закону про кримінальне правосуддя 1988 року (Наступальна зброя) від 1988 року, ISBN 0-11-088019-6 також забороняє торгівлю мечами у Сполученому Королівстві. Проте антикварні мечі, яким 100 років і більше, не підлягають. Незаконно: продавати ніж будь-кому молодше 18 років, якщо він не має складне лезо довжиною 3 дюйми (7,62 см) або менше
носити ніж у громадських місцях без поважних причин, якщо він не має складне лезо з ріжучою кромкою 3 дюйми завдовжки або менше
носити, купувати або продавати будь-який тип забороненого ножа (одним із яких є палиці меча)
використовувати будь-який ніж у загрозливий спосіб (навіть законний ніж)

#### Сполучені Штати Америки
Меч може бути незаконним для носіння в багатьох юрисдикціях, оскільки він є прихованою зброєю, і іноді вважається замаскованою зброєю. До штатів США, які прямо забороняють носіння палиць, належать Арканзас (Кодекс Арканзасу, § 5-73-120(b)(3)(B)) і Каліфорнія (Кодекс Кал Пен, § 12020(a). Інші штати можуть включають мечі-ціпки під загальною забороною на носіння прихованої зброї або зброї, замаскованої так, щоб приховати її справжню природу; приклад такої справи можна знайти у справі State v. McCoy, 618 NW2d 324 (Iowa 2000).